# J-SH51
J-SH51(ジェイ エスエイチ ゴーイチ)は、シャープが製造し、J-フォン（Vodafone、ソフトバンク）が販売していたPDC通信方式の携帯電話端末である。携帯電話機として初のSDカードスロット搭載端末である。

## 特徴
携帯電話としては世界で初めてSDカードスロットを搭載し、SDカードにモバイルカメラで撮影した画像やダウンロードした着信メロディ、JAVAアプリ等を保存することが出来た。また、ミュージックプレーヤー(SD-Audio・MP3方式)としての利用も可能となっている。
この時期にして既に、カメラでの静動画撮影・送受信、メモリーカードとの密接な連携、音楽再生機能を有し、現代のハイエンド端末の基礎を作り、SHARPの開発力を高め、端末シェア躍進の足がかりとなった。今ではその殆どが日本の携帯電話機の標準機能となっている。
当該機種より数年の間、SHARP製ハイエンド端末は予約無しでの発売日当日の入手が困難となっていった。

## 付属品
- 電池パック
- 急速充電器
- 卓上ホルダー
- SDメモリカード(8MB)
- ステレオヘッドホン
- アナログ変換プラグ
- 光デジタル変換プラグ